# Doriana Pigliapoco
Doriana Pigliapoco (Jesi, 25 novembre 1957) è una schermitrice italiana, specializzata nel fioretto.
Campionessa italiana nella categoria "Giovani" e terza classificata agli assoluti di fioretto, ha gareggiato alle Olimpiadi estive del 1976. Dopo il ritiro, dovuto anche ad un infortunio, è diventata insegnante di educazione fisica ed istruttrice di scherma, lavorando al fianco di Ezio Triccoli: tra le sue allieve ci sono Valentina Vezzali e Giovanna Trillini. La schermitrice Claudia Pigliapoco è sua nipote.